# Universidad de Concepción del Uruguay
 La Universidad de Concepción del Uruguay (UCU) es una universidad privada argentina con sede en la ciudad homónima de la provincia de Entre Ríos y distintas dependencias en las provincias de Entre Ríos y Santa Fe.
Fue fundada el 20 de mayo de 1971 por iniciativa de la Asociación Educacionista "La Fraternidad" (Creada en 1877), de la cual depende actualmente la universidad.

## Facultades
La universidad cuenta con 6 facultades, las cuales ofrecen más de cincuenta carreras de pregrado, grado y posgrado.
- Facultad de Arquitectura y Urbanismo
- Facultad de Ciencias Agrarias
- Facultad de Ciencias de la Comunicación y de la Educación
- Facultad de Ciencias Económicas
- Facultad de Ciencias Jurídicas y Sociales
- Facultad de Ciencias Médicas

## Sedes
- Sede Central Concepción del Uruguay
- Centro Regional Gualeguaychú
- Centro Regional La Paz
- Centro Regional Paraná
- Centro Regional Santa Fe
- Centro Regional Rosario
- Extensión Áulica Concordia
- Extensión Áulica Villaguay
- Unidad de Apoyo Mercedes
- Unidad de Apoyo TEA (CABA)